# Орловское сельское поселение (Таловский район)
Орловское сельское поселение — муниципальное образование в Таловском районе Воронежской области.
Административный центр — село Орловка.

## Административное деление
В состав поселения входит 1 населённый пункт:
- село Орловка.